# Oh je, du Fröhliche
Oh je, du Fröhliche ist ein US-amerikanischer Film aus dem Jahr 2006, der in den USA am 8. Dezember und in Deutschland und den Niederlanden am 14. Dezember 2006 gestartet ist. Der Film basiert auf einer wahren Geschichte. Diese hat Susan Burton zuerst in This American Life, einer Sendung des US-amerikanischen öffentlich-rechtlichen Rundfunks, unter dem Titel In The Event of An Emergency, Put Your Sister in an Upright Position (Bring deine Schwester im Notfall in eine aufrechte Position) erzählt.
Der deutsche Titel orientiert sich nicht an dem amerikanischen Original unbegleitete Minderjährige, sondern spielt ironisch mit dem Titel des alten Weihnachtslieds O du fröhliche.

## Handlung
Der fiktionale „Hoover-Flughafen“ ist an Weihnachten zugeschneit. Bis es aufhört zu schneien, starten keine Flugzeuge mehr. Bis dahin müssen alle Passagiere warten. Aus dem Aufenthaltsraum für allein reisende Kinder entkommen der Aufsichtsperson Zach Van Bourke die drei Jungen Spencer, Charlie und Timothy, und die beiden Mädchen Grace und Donna. Diese Kinder sehen sich im Flughafen um und treiben einigen Unsinn. Bevor sie wieder eingefangen worden sind, hatte man die restlichen Kinder, darunter Spencers Schwester Katherine, in einem Hotel untergebracht. Zur Strafe dürfen die fünf Ausreißer nicht zu den anderen und der Flughafenmanager Oliver Porter lässt sie im Aufenthaltsraum einsperren. Damit Spencers Schwester Katherine, die noch an Santa Claus glaubt, nicht das Weihnachtsfest verdorben wird, überlisten die fünf ihren Aufseher und brechen aus. Dann verstecken sie sich auf der Flucht vor den alarmierten Wachleuten im Lager für nicht abgeholte Gepäckstücke, fliehen vom Flughafengelände und machen sie sich auf dem Weg zum Hotel, das sie auf Umwegen erreichen. Sie werden allerdings vom Flughafenpersonal bis zum Hotel verfolgt. Nachdem sie bei der schlafenden Katerine ein Geschenk zurückgelassen haben, werden sie vom Flughafenpersonal eingeholt, gefangen und wieder zum Airport gebracht. Dort werden sie erneut eingesperrt, aber diesmal getrennt voneinander in Einzelzellen untergebracht, damit sie nicht noch einmal gemeinsam fliehen können. Nachdem die Kinder sich mit Hilfe ihrer Walkie Talkies verständigen und so doch wieder entkommen sind, schmücken sie den Flughafen festlich. Schließlich feiern die fünf Kinder, die anderen Passagiere und das Personal zusammen Weihnachten und Santa Claus verteilt an alle Alleinreisenden Geschenke, die aus dem Lager für verloren gegangene Gepäckstücke stammen. Grace darf das Weihnachtsfest bei den Davenports verbringen, deren Umweltschützer-Vater sie mit einem spritfressenden Hummer-Fahrzeug abholt, weil sein Bio-Diesel-Mercedes aufgrund falschen Treibstoffs fahruntüchtig wurde. Die fünf Kinder verabreden, miteinander Kontakt zu halten, bevor sie sich voneinander verabschieden.

## Kritiken
- „Das jugendliche Ensemble überspielt die Schwächen des Plots, der wie ein nur wenig originelles „Best of“ früherer Kassenschlager wie des eingangs erwähnten Kevin allein zu Haus wirkt.“ (critic.de, 13. Dezember 2006)[3]
- „… der wenig charmante Cast und der harmlose Showdown verhindern einen größeren Komödienwurf, statt der kompletten 90 sind so nur etwa 30 Minuten wirklich unterhaltsam, der Rest ist entweder zu süßlich oder zu kontrolliert geraten.“ (filmstarts.de)[4]
- „Turbulente Weihnachtskomödie für Kinder, die auch einige nachdenklichere Töne anschlägt und Rührseligkeit zugunsten einer weitgehend stimmigen Geschichte um ein kindgerechtes Weihnachtsfest sowie sich entwickelnde Freundschaften vermeidet.“ (Lexikon des internationalen Films)[5]

## Aufnahme bei Publikum und Kritik
Oh je, du Fröhliche! war kein Erfolg an den Kinokassen. Der Film hat in den USA nur knapp 17 Millionen US-Dollar eingebracht, aber ein Budget von 25 Millionen US-Dollar benötigt. Hierbei sind die DVD-Verkäufe nicht berücksichtigt. Sein weltweites Einspielergebnis waren brutto 22 Millionen US-Dollar. Der Film erhielt allgemein negative bis gemischte Bewertungen von den Kritikern. Er hat eine "Rotten" Bewertung von 28 % bei Rotten Tomatoes, und ein Ergebnis von 43 von 100 bei Metacritic, was gemischte bis durchschnittliche Reviews signalisiert.